# Dolphin Reef
Dolphin Reef (bra: Aventuras no Fundo do Mar; prt: O Recife do Golfinho) é um documentário americano sobre golfinhos, dirigido por Alastair Fothergill e Keith Scholey e narrado por Natalie Portman.